# Анналы Флавиньи и Лозанны
Анна́лы Флавиньи́ и Лоза́нны (лат. Annales Flaviniacenses et Lausonenses) — анналы, первоначально составленные в кон. VIII века в Бургундии и позднее перенесённые в Лозанну, где были дополнены местным материалом и доведены до кон. X в. В своей первой части обнаруживают сходство с Мурбахскими, Лоршскими и Аламаннскими анналами. Охватывают период с 382 по 985 годы. Описывают главным образом события истории франкского королевства и лозаннского епископства.

## Издания
- Annales Flaviniacenses et Lausonenses. — Monumenta Germaniae Historica SS. — Hannover: Impensis Bibliopolii Avlici Hahniani, 1839. — P. 149—152. — 920 p. (недоступная ссылка)
- Die Chronik des Kassiodorus senator vom J. 519 n. Chr. // Abhandlungen der philologisch-historischen Klasse der Koeniglich Saechsischen Gesellschaft der Wissenschaften, Bd. 8. Leipzig, 1861.

## Переводы на русский язык
- Анналы Флавиньи и Лозанны (перевод И. Дьяконова издания 1839 г. на сайте Восточная литература)
- Анналы Флавиньи и Лозанны (перевод И. Дьяконова издания 1861 г. на сайте Восточная литература)